# Gil Ofarim
Gil Doron Reichstadt Ofarim, ou Gil Ofarim (13 de Agosto de 1982, Munique, Baviera - Alemanha) é um cantor, compositor e ocasionalmente ator, que teve um surto de fama no final dos anos 90 como o cantor pop teen "Gil". 

## Carreira
Filho do cantor Folk Abi Ofarim, Gil iniciou a carreira artística em maio de 1997, quando foi descoberto em uma estação de trem da cidade de Munique, por um caçador de talentos de uma famosa revista teen Alemã - Bravo Magazine - e então convidado a participar de uma Foto História, um especial da revista onde contos fictícios são ilustrados com fotos de atores e Gil encarnaria o papel de um popstar chamado Tobi.
O artigo gerou milhares de cartas de fãs e Gil mal poderia imaginar que o fictício Tobi tornaria-se também um popstar na vida real - desembarcando então, já em um contrato de gravação com a BMG. Seu primeiro single, "Round 'N' Round (It Goes)" foi lançado em novembro de 1997 e tornou-se Top Hit 40 nas paradas de rádio Alemãs. O álbum "I Am Here" foi lançado em maio de 1998, fazendo sucesso também em países asiáticos como Tailândia,Filipinas e Singapura. Gil tornou-se o primeiro músico na Tailândia a ter três singles  ("Never Giving Up Now," "Talk To You," and "If You Only Knew" - com colaboração da banda The Moffatts) simultâneamente como Top 5 nas paradas de Rádio.
Depois de vários outros singles bem sucedidos, Gil tornou-se ídolo teen na Alemanha e Ásia. Nos Estados Unidos o cantor era praticamente desconhecido, porém, teve um breve surto de popularidade quando fãs da banda Hanson constataram que o irmão mais novo de Gil, Tal Ofarim, tinha forte semelhança com o membro mais novo da banda, Zac Hanson.
No ano de 2003, com o trabalho de "On My Own", o cantor começou a apontar para uma direção musical diferente e mais madura, tal quanto seu aspecto físico, desvinculando-se completamente da imagem de ídolo teen que passara a incomodar-lhe. Assim, em junho de 2005, Gil tornou-se vocalista da banda de rock Zoo Army, constituída por Tal Ofarim (seu irmão mais novo), Roland Söns e Dominik Scholz. No primeiro semestre de 2006, a banda gravou seu primeiro single "I'm Alive"
Em 2010, Gil formou outra banda, Acht, que se concentra em um som basicamente hard rock. O primeiro álbum de Acht, Stell dir vor, é totalmente em em alemão.

## Discografia

### Álbuns
- Here I Am (1998)
- Children Of The World (1998)
- The Album (2000)
- The Best Of Gil… So Far (2001)
- On My Own (2003)
- 507 (Zoo Army) (2006)
- 507 Limited Edition (Zoo Army) (2006)
- Stell dir vor (Acht) (2010)

### Singles
- "Round'n'Round (It Goes)" (1997)
- "Never Giving Up Now" (1998)
- "If You Only Knew" (participação da banda The Moffats) (1998)
- "Here I Am" (1998)
- "Let The Music Heal Your Soul" (participaçãp de vários artistas) (1998)
- "Talk To You" (1998)
- "Walking Down The Line" (1999)
- "Out Of My Bed (Still in My Head)" (1999)
- "The Reason" (2003)
- "She" (2003 - not released)
- "In Your Eyes" (2004)
- "I'm Alive" (Zoo Army) (2006)

## Filmografia
- "Strip Mind" (2007).... como Max
- "Natureza em Fúria (Sturmflut, Die)" (2006) (TV).... como Stefan Döbbelin
- "Endlich Sex!" (2004) (TV).... como Christoph